# Клиффорд, Рут
Рут Кли́ффорд (англ. Ruth Clifford; 17 февраля 1900[…], Потакет, Род-Айленд — 30 ноября 1998[…], Вудленд-Хиллз, Калифорния) — американская актриса кино, телевидения и озвучивания. Голос Минни Маус с 1946 по 1952 год (как правило, без указания в титрах).

## Биография
Рут Клиффорд родилась 17 февраля 1900 года в городе Потакет (штат Род-Айленд, США) в семье англичан (мать была родом из Манчестера, отец — ирландец). В 1911 году её мать умерла, и девочка вместе с сестрой были отправлены в семинарию Святой Марии в городок Наррагансетт в том же штате. В 1915 году сёстры покинули семинарию и отправились в Лос-Анджелес (штат Калифорния) к тёте-актрисе. 16-летняя Рут почти сразу же начала сниматься в кино для студии Universal Pictures: сначала в массовке, а потом и в более заметных ролях. До начала 1930-х годов актриса была весьма востребована, в том числе и в главных ролях, но с наступлением эры звукового кино её популярность снизилась. Она по-прежнему снималась много, но теперь преимущественно в эпизодических ролях, зачастую без указания в титрах.
Рут Клиффорд скончалась 30 ноября 1998 года в Вудленд-Хиллз (Лос-Анджелес, Калифорния). Похоронена на кладбище Святого креста в Калвер-Сити.
Личная жизнь
Рут Клиффорд была очень дружна с известным режиссёром Джоном Фордом (1894—1973): они много лет вечерами играли в бридж; он снял актрису в восьми своих фильмах, правда, почти всегда в эпизодических ролях .
В 1924 году Клиффорд вышла замуж за торговца недвижимостью Джеймса Корнелиуса. В 1938 году пара развелась, от этого брака остался один сын, Джеймс (1930 — ?). Больше актриса замуж не выходила.

## Избранная фильмография
За 75 лет кинокарьеры (с заметными перерывами) Рут Клиффорд снялась (озвучила) в 177 фильмах, сериалах, мультфильмах и мультсериалах, в том числе, в 22 короткометражных и в 86 случаях не упомянута в титрах.

### Широкий экран
В титрах указана
- 1916 — За линиями[англ.] / Behind the Lines — Камилла
- 1917 — Вечная любовь[англ.] / Eternal Love — Миньон
- 1917 — Золушка из Кентукки[англ.] / A Kentucky Cinderella — Нэнни
- 1917 — Дикарь[англ.] / The Savage — Мари Луиза
- 1918 — Кайзер. Берлинское животное[англ.] / The Kaiser, the Beast of Berlin — Габриэлла
- 1920 — Удивительная женщина[англ.] / The Amazing Woman — Анитра Фрейн
- 1920 — Невидимый луч[англ.] / The Invisible Ray — Тайна
- 1923 — Апрельские дожди[англ.] / April Showers — Мириам Уэлтон
- 1924 — Авраам Линкольн[англ.] / Abraham Lincoln — Энн Ратлидж[англ.]
- 1929 — Представление представлений / Show of Shows — участница представления «Ансамбль леди»
- 1945 — Паук / The Spider — миссис Гиллеспи
- 1949 — Отец был защитником[англ.] / Father Was a Fullback — соседка
- 1950 — Фургонщик / Wagon Master — Флоретти Файфф
- 1955 — Паутина[англ.] / The Cobweb — миссис Дженкинс

### Телевидение
В титрах указана
- 1951, 1953—1954 — Театр «Файрсайд»[англ.] / Fireside Theatre — разные персонажи (в 5 эпизодах)
- 1955 — Миллионер[англ.] / The Millionaire — миссис Мейсон (в эпизоде The Peggy Demos Story)
- 1956, 1959 — Дорожный патруль[англ.] / Highway Patrol — разные персонажи (в 2 эпизодах)
- 1965 — Хейзел[англ.] / Hazel — миссис Дентон (в эпизоде Hazel's Inquisitive Mind[англ.])
- 1966 — Доктор Килдэр[англ.] / Dr. Kildare — библиотекарь (в эпизоде A Patient Lost[англ.])
- 1977 — Полицейская история[англ.] / Police Story — миссис Стюарт (в эпизоде The Six Foot Stretch[англ.])

### В титрах не указана
Полнометражные художественные кинофильмы, если не указано иное
- 1925 — Призрак Оперы / The Phantom of the Opera — балерина
- 1932 — Знак креста / The Sign of the Cross — мать-христианка на собрании
- 1933 — Только вчера[англ.] / Only Yesterday — Элинор
- 1934 — Малыш мисс Фейн украден[англ.] / Miss Fane's Baby Is Stolen — подруга мисс Фейн
- 1934 — Вставай и пой![англ.] / Stand Up and Cheer! — секретарь
- 1935 — Ад Данте[англ.] / Dante's Inferno — миссис Грей
- 1935 — Фермер женится[англ.] / The Farmer Takes a Wife — жена первопроходца из Йоркшира
- 1935 — Она вышла замуж за босса[англ.] / She Married Her Boss — покупательница
- 1938 — Четверо мужчин и помощница / Four Men and a Prayer — телефонный оператор
- 1938 — Чарли Чан в Гонолулу[англ.] / Charlie Chan in Honolulu — медсестра
- 1939 — Жена, муж и друг[англ.] / Wife, Husband and Friend — швея
- 1939 — Барабаны долины Мохок / Drums Along the Mohawk — первопроходец
- 1940 — Девушка моряка[англ.] / Sailor's Lady — горничная
- 1941 — Как зелена была моя долина / How Green Was My Valley — селянка
- 1942 — Десять джентльменов из Уэст-Пойнт[англ.] / Ten Gentlemen from West Point — зрительница на выпускном
- 1942 — Праздничная гостиница[англ.] / Holiday Inn — гостья в гостинице
- 1943 — Кони-Айленд[англ.] / Coney Island — хозяйка салуна
- 1944 — Жилец / The Lodger — парикмахер
- 1944 — Тем временем, дорогая[англ.] / In the Meantime, Darling — миссис Филлипс
- 1944 — Ключи от Царства Небесного[англ.] / The Keys of the Kingdom — сестра Мерси Мэри
- 1945 — Бог ей судья / Leave Her to Heaven — телефонный оператор
- 1946 — Шок / Shock — миссис Маргарет Кросс
- 1946 — Моя дорогая Клементина / My Darling Clementine — хозяйка оперного дома
- 1947 — Мама была в трико[англ.] / Mother Wore Tights — отдыхающая на курорте
- 1947 — Микки Маус опаздывает на свидание — Минни Маус (к/м м/ф, озвучивание)
- 1948 — Удача ирландца[англ.] / The Luck of the Irish — секретарь
- 1948 — Плач большого города / Cry of the City — медсестра
- 1948 — Змеиная яма / The Snake Pit — медсестра
- 1948 — Только ваш[англ.] / Unfaithfully Yours — продавщица
- 1948 — Три крёстных отца / 3 Godfathers — женщина в баре
- 1949 — Ты для меня всё[англ.] / You're My Everything — медсестра
- 1949 — Все занимаются этим[англ.] / Everybody Does It — медсестра
- 1949 — Водоворот / Whirlpool — медсестра Элиотт
- 1950 — Ключ от города[англ.] / Key to the City — миссис Андерсон
- 1950 — Бульвар Сансет / Sunset Boulevard — секретарь
- 1952 — Тихий человек / The Quiet Man — мать
- 1952 — Новогодняя ёлка Плуто / Pluto's Christmas Tree — Минни Маус (к/м м/ф, озвучивание)
- 1952 — Звёзды и полосы навсегда[англ.] / Stars and Stripes Forever — медсестра Нью-Йоркской военно-морской верфи
- 1953 — Медсестра на борту[англ.] / Flight Nurse — мать
- 1953 — Оставь девушку в покое[англ.] / Give a Girl a Break — мать Маделин Корлейн
- 1955 — Принц игроков / Prince of Players — медсестра-англичанка
- 1955 — Человек по имени Питер[англ.] / A Man Called Peter — медсестра
- 1956 — Человек в сером фланелевом костюме / The Man in the Gray Flannel Suit — Флоренс
- 1956 — Искатели / The Searchers — женщина в форте
- 1956 — Больше чем жизнь / Bigger Than Life — прихожанка
- 1957 — Модельерша[англ.] / Designing Woman — Ванесса Коул
- 1958 — Последний салют[англ.] / The Last Hurrah — медсестра
- 1960 — Сержант Ратледж / Sergeant Rutledge — жена офицера
- 1961 — Два всадника / Two Rode Together — женщина
- 1964 — Я лучше буду богатой[англ.] / I'd Rather Be Rich — жена директора
- 1968 — Смешная девчонка / Funny Girl — горничная
- 1991 — Образ жизни богатых и одушевленных — Минни Маус (мульт-телешоу)